# گروپو نوترسا
گروپو نوترسا (انگلیسی: Grupo Nutresa) شرکت صنایع غذایی کلمبیایی است، که در زمینه فرآوری غذایی و تولید انواع مکمل‌های غذایی فعالیت می‌کند.